# Bakov (Studnice)
Bakov (německy Bakow) je malá vesnice, část obce Studnice v okrese Náchod. Nachází se asi 2 km na sever od Studnice. Bakov leží v katastrálním území Řešetova Lhota o výměře 2,89 km2.

## Historie
První písemná zmínka o obci pochází z roku 1790.
V letech 1850–1950 byla vesnice součástí obce Řešetova Lhota a od roku 1961 se vesnice stala součástí obce Studnice.

## Pamětihodnosti
- Krucifix

## Galerie

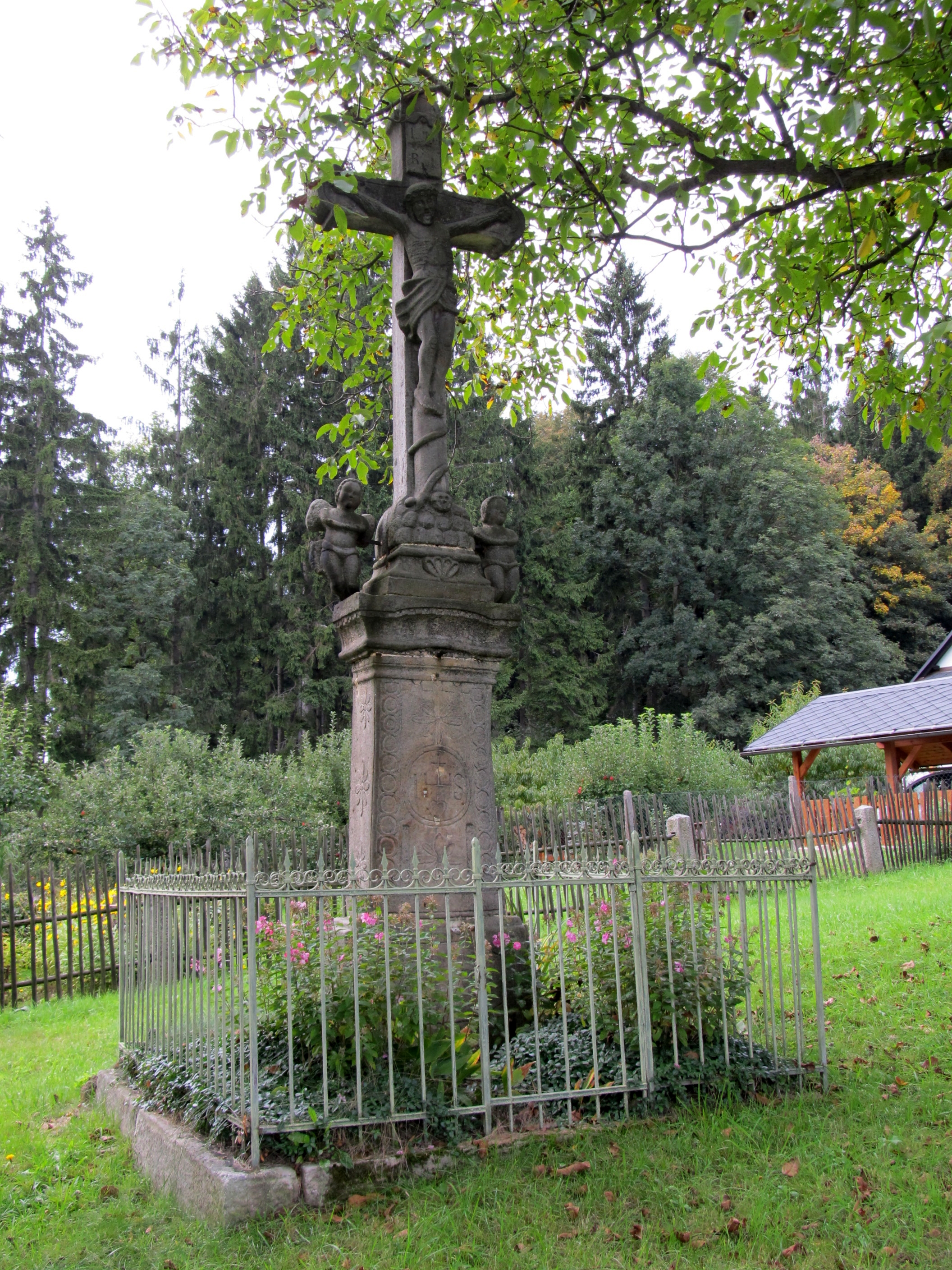
Památkově chráněný kříž